# Kalmesaari
Kalmesaari är en ö i Finland. Den ligger i sjön Kulovesi och i kommunen Nokia i den ekonomiska regionen Tammerfors och landskapet Birkaland, i den sydvästra delen av landet, 170 km nordväst om huvudstaden Helsingfors. Öns area är 15,8 hektar och dess största längd är 0,6 kilometer i sydöst-nordvästlig riktning.